# Jeremy Belknap

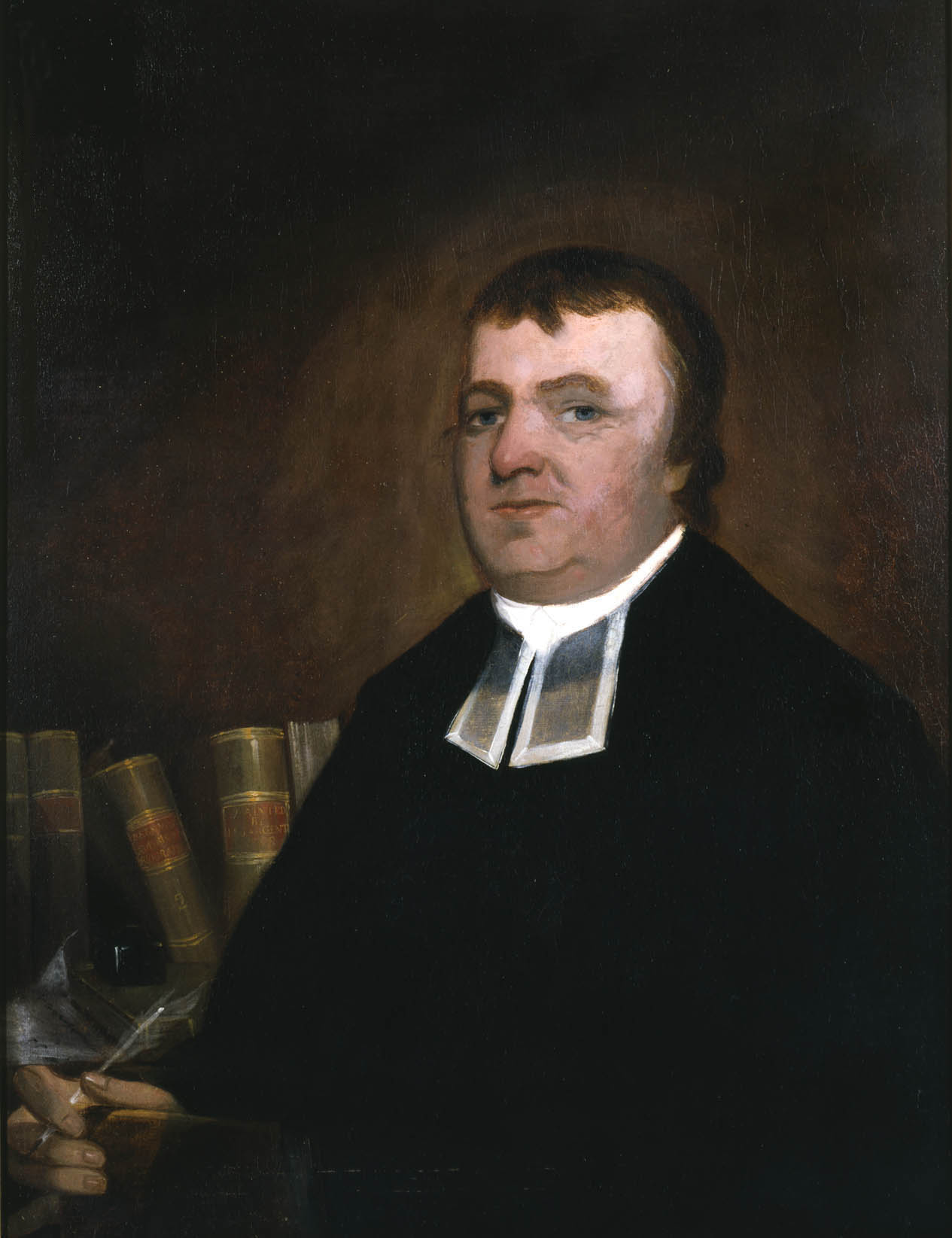
Jeremy Belknap.
Gemälde von Henry Sargent, 1798. Sammlung der Massachusetts Historical Society.

Jeremy Belknap (geboren am 4. Juni 1744 in Boston, Province of Massachusetts Bay; gestorben am 20. Juni 1798 ebenda) war ein amerikanischer kongregationalistischer Geistlicher und Historiker. Bekannt ist er insbesondere für seine dreibändige Geschichte des Staates New Hampshire (1784–1792), die als eines der ersten historiografischen Werke der USA mit wissenschaftlichem Anspruch gilt.

## Leben und Werk
Belknap entstammte einer seit drei Generationen in Massachusetts ansässigen Handwerkerfamilie. Er besuchte das Harvard College (B.A. 1762) und lehrte danach vier Jahre als Schulmeister, bereitete sich aber zugleich auf das Priesteramt vor. Ab 1767 war er Pastor der Gemeinde Dover in New Hampshire. 1784 wurde er in die American Philosophical Society und 1785 in die American Academy of Arts and Sciences gewählt. In Dover blieb er bis 1787, als er einem Ruf der Long Lane Church in Boston folgte, deren Pfarrer er bis zu seinem Tod 1798 blieb. 1792 sprach ihm Harvard den Titel eines Doctor theologiae zu und machte Belknap zu einem Kuratoren.
In den 1770er Jahren begann er mit seiner Arbeit an der Geschichte New Hampshires. Der erste Band, der die Geschichte des Staates von der Ankunft der ersten europäischen Entdecker bis zum Jahr 1715 abhandelt, erschien 1784. Der zweite Band, erschienen 1791, handelt die Geschichte New Hampshires bis 1790 ab. Für die Fertigstellung des dritten Bandes, einer Beschreibung der Geographie, Kultur und Politik des Staates, bewilligte ihm die Regierung New Hampshires ein Stipendium von £50. 1794–98 veröffentlichte er zudem eine zweibändige Serie mit biographischen Skizzen bedeutender Amerikaner. Obwohl Belknap der Tradition der puritanischen Geschichtsschreibung entstammt, ist seine History of New-Hampshire anders als etwa die historiografischen  Werke von Edward Johnson, Cotton Mather oder auch noch Thomas Prince nicht an einer heilsgeschichtlichen Deutung der neuenglischen Geschichte gelegen. Belknap begriff die Geschichtsschreibung vielmehr als Wissenschaft und verwandte viel Zeit auf das Quellenstudium, um die Genauigkeit seiner Angaben sicherzustellen. Um ein zentrales Archiv für die Lagerung und Erforschung des schriftlichen Erbes Neuenglands zu schaffen, gründete er mit einigen Gleichgesinnten 1791 die erste Historikergesellschaft der USA, die bis heute bestehende Massachusetts Historical Society.
Nach ihm wurde das 1840 gegründete Belknap County benannt.

## Werke
- The History of New-Hampshire. Drei Bände, Philadelphia 1784–1792:
  - Band I: Comprehending the events of one complete century from the discovery of the River Pascataqua (1784; Digitalisat)
  - Band II: Comprehending the events of seventy-five years, from MDCCXV to MDCCXC (1791; Digitalisat)
  - Band III: Containing a geographical description of the state, with sketches of its natural history, productions, improvements, and present state of society and manners, laws, and government (1792; Digitalisat)
- (Anonym) Memoirs of the lives, characters and writings of those two eminently pious and useful ministers of Jesus Christ, Dr. Isaac Watts and Dr. Doddridge. Boston 1793. (Digitalisat)
- Dissertations on the character, death & resurrection of Jesus Christ, and the evidence of His gospel : with remarks on some sentiments advanced in a book intitled "The age of reason." Boston 1795. (Digitalisat)
- American biography, or, An historical account of those persons who have been distinguished in America as adventurers, statesmen, philosophers, divines, warriors, authors : comprehending a recital of the events connected with their lives and actions. Zwei Bände, Boston 1794 und 1798. (Digitalisate: Band I; Band II)